# Loi de la presse sous le Second Empire et la Troisième République
L'histoire de la presse écrite a connu de nombreux changements notamment avec les lois qui la concernent. Celles-ci peuvent être libérales encourageant alors son développement ou répressives avec les différentes censures. Au fur et à mesure que la presse se développe elle devient un outil politique.

## Historique
- 3 février 1839 : Loi sur les délits de provocation ou de tentative de provocation.
- 31 décembre 1851 : Loi sur la presse qui défère aux tribunaux de police tous les délits de la presse.
- 17 février 1852 : Loi qui organise l'exercice de la presse selon différents procédés.
- 11 mai 1868 : Promulgation de la loi sur la presse qui supprime les autorisations préalables et les avertissements.
- 28 juillet 1881 : Définit les libertés et responsabilités de la presse française.

## La presse sous le Second Empire

### La déchéance de la presse
Durant la période 1852 à 1890, la presse est essentiellement asservie au pouvoir en place. Au départ dans les premières années de l'Empire, les autorités font du zèle et la presse n'est pas trop touchée, mais au fur et à mesure la répression augmente. Le gouvernement n'abandonne pas les armes et souhaite faire appliquer la loi sur le cautionnement. En 1856, Louis Lazare et Downey-Dupré, respectivement  rédacteur en chef et gérant de la Gazette municipale et imprimeur du journal, sont condamnés à trois mois de prison et 500 francs d'amende pour avoir publié un article traitant de politique sans cautionnement, c'est-à-dire de garantie contre une somme d'argent.
Le gouvernement demande aussi que chaque article soit signé afin d'éviter toute reproduction. De plus, les exigences se renforcent au lendemain de la politique italienne de Napoléon III et de l'attentat manqué de Felice Orsini. Le 14 janvier 1858, des journalistes sont alors déportés en Algérie. Même les journaux qui sont favorables au pouvoir ne sont pas épargnés par la répression; c'est le cas du Constitutionnel en 1853.

### La tutelle autoritaire en 1852-1860

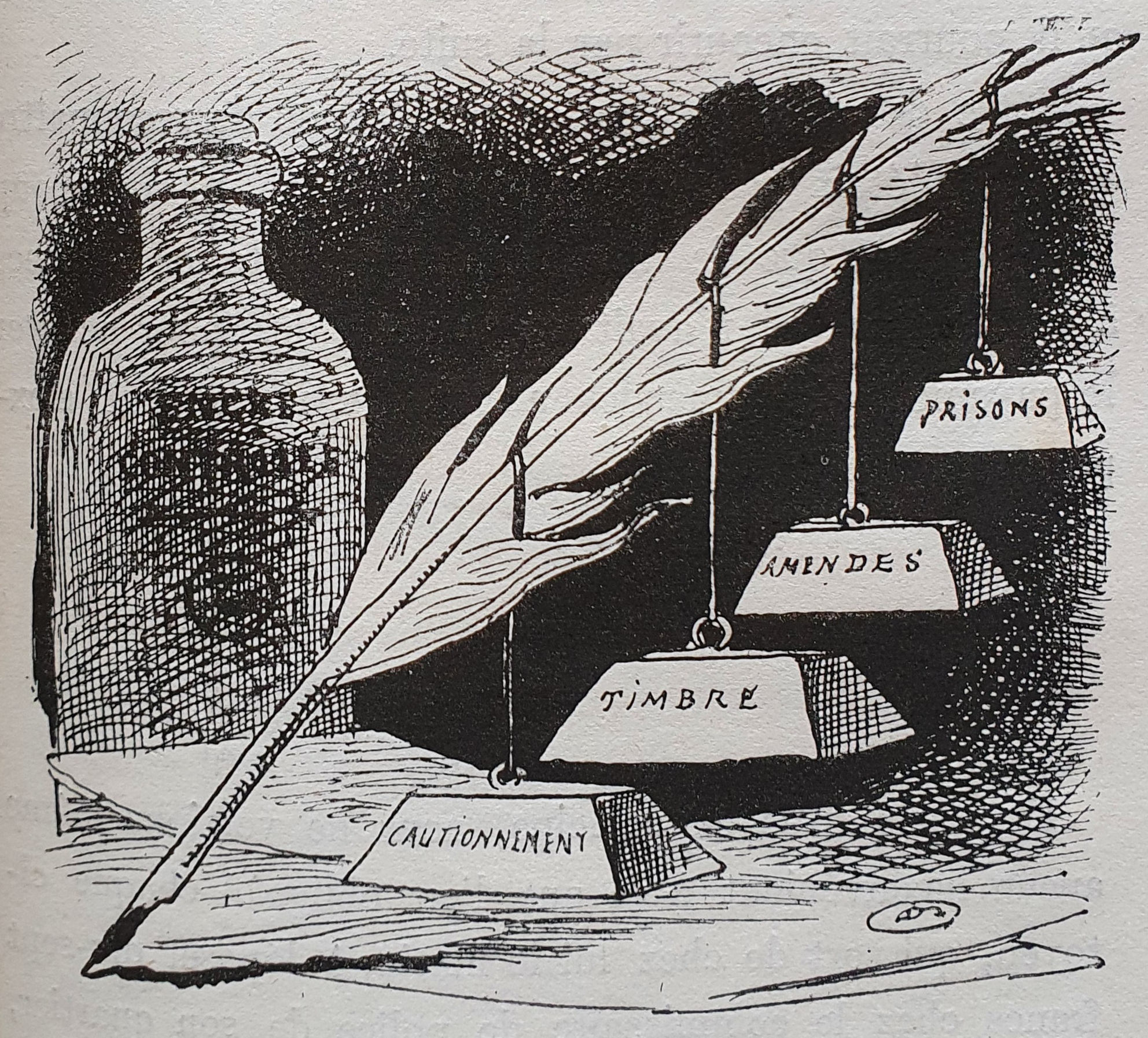
Caricature sur les diverses vexations dont fait l'objet la presse sous le Second Empire dans lHistoire tintamarresque de Napoléon III, Touchatout, 1877.

En matière de législation, sous le Second Empire, un durcissement se produit. En effet toute création d'un journal ou changement dans ses responsables est subordonné à l'autorisation du gouvernement. Il leur est également interdit de rendre compte des séances du Corps législatif et du Sénat, sinon par les comptes-rendus faits par les secrétaires de ceux-ci.
Le pouvoir politique surveille la diffusion du colportage de feuilles qui pourraient aller à son encontre. En effet à cette époque, la vente sur la voie publique des imprimés non périodiques était courante. Le pouvoir impose donc un abonnement individuel comme seule forme de diffusion du journal hors de la ville d'édition, sorte de monopole postal. De plus un timbre-taxe est imposé à tous les organes cautionnés, qui va de 4 à 6 centimes selon les régions: c'est le droit de timbre (presse).
Enfin ce qui semble le plus dangereux pour la presse, c'est que le gouvernement peut faire aux journaux des avertissements ; il peut également tout simplement les supprimer par mesure du sûreté générale. L'avertissement reste l'arme la plus utilisée par le gouvernement, c'est alors le ministère de l'intérieur qui intervient comme en mars 1857 pour empêcher dans La Presse la publication du feuilleton de George Sand qui critique le pape.
L'administration utilise également les subventions plus ou moins conséquentes que recevaient certains journaux gouvernementaux. Elles assuraient ainsi l'essentiel des annonces légales.

### Le réveil de la presse en 1860-1868
Durant le Second Empire, la victoire de la guerre d'Italie, l'unification de cette dernière, marque une évolution. Rassuré, l'empereur demande alors une révision des méthodes de propagande gouvernementales. De nouveaux titres sont autorisés tels que L'Opinion publique, Le Monde ou encore Le Temps. La loi du 11 mai 1868 va dans cette direction en supprimant les autorisations préalables et les avertissements.
Le développement de cette presse est possible grâce aux nouveaux moyens techniques, la modernité des imprimeries avec presses, mais elle est également possible grâce à une popularisation du journal. En effet les journaux à un sou se multiplient, ce qui permet à un plus large public d'avoir accès à la presse. De plus on assiste à une politique vis-à-vis de la presse qui vise moins à freiner qu'à contrôler et limiter les dangers politiques que l'influence des journaux faisait courir au régime du Second Empire.

## L'évolution de la presse dans les débuts de la Troisième République

### La loi du 29 juillet 1881
La loi du 29 juillet est l'une des plus grandes lois de la Troisième République, de plus cette loi est toujours en vigueur aujourd'hui même si elle a subi quelques apports en 1935 et 1969. Cette loi peut être qualifiée de deux manières, elle est une loi de codification et de libération.
1. La censure, avertissements et autres sanctions contre la presse sont supprimés. On est entièrement libre de fonder un journal, il suffit de déclarer le titre et d'indiquer le nom du gérant et de l'imprimeur.
2. Les délits y sont précisément indiqués, les diffamations qui seront réglées en correctionnelle, les délits d'opinion sont supprimés, néanmoins les insultes aux chefs d'État, la provocation au meurtre et à la désertion restent interdites.
3. La loi libéralise aussi l'imprimerie, la librairie, l'affichage et les concours. Il y a alors un essor de la presse française grâce aussi au facteur matériel. La presse devient universelle, elle s'adresse à un plus large public de plus elle sert également à éduquer les citoyens et joue son rôle quant au savoir.

### Un renforcement du système répressif
À partir de 1881 les propositions de réformes s'orientent autour de deux axes: la création de nouvelles infractions et la substitution du tribunal à la cour d'assise pour la connaissance des délits de la presse.
La loi du 2 août 1882 est la première à porter atteinte au jury, ainsi pour faire cesser les publications obscènes à bon marché, cette loi défère au tribunal correctionnel les délits et outrages aux bonnes mœurs commis par la voie des journaux. D'autres projets se succèdent, comme en 1883, en 1888 un projet demandait l'aide du Sénat afin d'arrêter les injures et outrages contre les fonctionnaires et les hommes publics suscités par la crise Boulanger.
Certaines lois règlementent aussi l'affichage et le colportage comme en 1902 et 1914. La première permet à l'autorité municipale d'interdire les affichages, même en temps d'élection, sur les édifices et monuments. De plus ces affichages sont sujets à un droit de timbre.

## La diversité de la presse
1. La presse économique: Le Messager de Paris qui est le premier quotidien de la presse économique en 1858, autour de la Bourse de Paris, il trouve essentiellement ces lecteurs dans le monde des affaires. Il existe également L'Économiste français, en 1861.
2. La presse juridique: Gazette des tribunaux créée en 1825 ou Le Droit en 1835, ce genre de presse est surtout lue pour la qualité de ces comptes-rendus des grands procès mais aussi les remontrances au parlement.
3. La presse féminine : elle est diversifiée mais s'apparente plus à des magazines de mode luxueux et coûteux donc réservée à une certaine classe sociale.
4. La presse enfantine : presse qui a une grande importance et qui a suivi le style des manuels scolaires, on retrouve donc Le Magazine de la récréation en 1864.
5. La presse religieuse : elle prend un essor remarquable avec la naissance des Semaines Religieuses en 1859.
6. La presse artistique : dominée par un journal L'Artiste depuis 1831 mais rejoint par La Gazette des beaux-arts fondé en 1859 par Charles Blanc.
7. Les grandes revues littéraires nées à la fin des années 1820 et au début des années 1830 qui se multiplient sous le Second Empire, la Revue des Deux Mondes qui est de tendance orléaniste, la Revue de Paris en 1851, l'Athenaeum français en 1856, la Revue européenne en 1859 et enfin la Revue contemporaine en 1859.
8. La presse satirique : avec Le Charivari qui connaît quelque baisse avec l'apparition de La Lune en 1865 qui fut interdit pour ses propos et remplacée par L'Eclipse.

En marge il se développe une presse exonérée du droit de timbre mais qui est tolérée par les pouvoirs politiques car elle est source de divertissement. Cette « petite presse » évoque des thèmes variés comme la littérature, le théâtre, la vie parisienne et des échos discrets sur la vie de Salon de l'époque.
| Anciens titres.       | Nombre de tirages | Titres fondés après mai 1868. | Nombre de tirages |
| --------------------- | ----------------- | ----------------------------- | ----------------- |
| L'avenir              | 4 800             | Le Centre gauche              | 2 400             |
| Le Constitutionnel    | 9 000             | La Cloche                     | 10 500            |
| Le Figaro             | 56 000            | Le Français                   | 4 200             |
| La France             | 10 400            | Le Gaulois                    | 35 500            |
| Gazette de France     | 6 100             | La Marseillaise               | 5 200             |
| Journal des débats    | 8 000             | Le National de 1865           | 25 000            |
| Le Journal de Paris   | 1 600             | Le Parlement                  | 8 300             |
| La Liberté            | 16 900            | Paris Journal                 | 6 500             |
| Le Monde              | 3 200             | Le Peuple français            | 36 300            |
| Le Moniteur universel | 19 300            | Le Public                     | 4 400             |
| L'Opinion nationale   | 8 500             | Le Rappel                     | 39 700            |
| La Patrie             | 10 700            | Le Réveil                     | 9 200             |
| Le Pays               | 2 200             | Le Soir                       | 2 900             |
| La Presse             | 6 400             |                               |                   |
| Le Siècle             | 35 500            |                               |                   |
| Le Temps              | 12 700            |                               |                   |
| L'Union               | 5 700             |                               |                   |
| L'Univers             | 11 300            |                               |                   |
| TOTAL                 | 227 300           | TOTAL                         | 236 900           |

## Chiffres
| À Paris        | Nombre de quotidien. | Estimation des tirages. |
| -------------- | -------------------- | ----------------------- |
| Novembre 1852  | 12                   | 150 000                 |
| Janvier 1855   | 10                   | 171 000                 |
| 1582           | 14                   | 166 000                 |
| Octobre 1860   | 14                   | 199 000                 |
| 1862           | 16                   | 210 000                 |
| 1867           | 21                   | 773 000                 |
| Septembre 1869 | 33                   | 996 000                 |
| Mai 1869       | 36                   | 1 170 000               |
| 1880           | 62                   | 1 990 000               |
| 1914           | 80                   | 5 550 000               |

| En province.   | Nombre de quotidien. | Estimation des tirages. |
| -------------- | -------------------- | ----------------------- |
| Novembre 1852  | 54                   | 50 000                  |
| Janvier 1855   | -                    | -                       |
| 1858           | -                    | -                       |
| Octobre 1860   | -                    | -                       |
| 1862           | 54                   | 120 000                 |
| 1867           | 57                   | -                       |
| Septembre 1869 | -                    | -                       |
| Mai 1870       | 100                  | 350 000                 |
| 1880           | 221                  | 750 000                 |
| 1914           | 242                  | 4 000 000               |

## Sources bibliographiques
- Jean-Marie Mayeur, La vie politique sous la Troisième République, 1870-1940, Paris, Éditions du Seuil, coll. « Points. Histoire » (no 73), 1984, 445 p. (ISBN 2-02-006777-3, présentation en ligne).
- Jean Tulard, Dictionnaire du Second Empire, édition Fayard, Paris, 1995.
- Dominique Lejeune, La France des débuts de la IIIème république 1870-1896, édition Cursus Colin, Paris, 2000.
- Claude Bellanger, Jacques Godechot, Pierre Guiral et Fernand Terrou, Histoire Générale de la Presse Française, Presses universitaires de France, tome II et III, 1969 et 1972.
- Alain Plessis, Nouvelle histoire de la France contemporaine, t. 9 : De la fête impériale au mur des fédérés, 1852-1871, Paris, Éditions du Seuil, coll. « Points. Histoire » (no 109), 1973, 253 p. (présentation en ligne). Édition revue et mise à jour : Alain Plessis, Nouvelle histoire de la France contemporaine, t. 9 : De la fête impériale au mur des fédérés, 1852-1871, Paris, Éditions du Seuil, coll. « Points. Histoire » (no 109), 1979, 254 p. (ISBN 2-02-000669-3).